# Pelé: O Nascimento de uma Lenda
Pelé: O Nascimento de uma Lenda (em inglês:  Pelé: Birth of a Legend), também intitulado simplesmente Pelé, é um filme brasilo-norte-americano, do gênero drama biográfico, que narra a carreira do jogador de futebol brasileiro Pelé. Inicialmente com o lançamento previsto para 2014 durante a Copa do Mundo de 2014, o filme teve de ser adiado e com nova previsão de estreia para 2015. O filme foi filmado no Rio de Janeiro e em Los Angeles e dirigido pelos irmãos americanos Michael e Jeff Zimbalist. O filme também conta com  a produção de Brian Grazer, com vasta experiência na transformação de histórias reais em sucessos cinematográficos, como sucedeu com Frost/Nixon, J. Edgar e Uma Mente Brilhante e com a trilha sonora composta por A. R. Rahman vencedor do Oscar pelo filme Slumdog Millionaire.

## Sinopse
O filme narra o início da carreira do maior jogador de futebol da história, desde a infância de Pelé até a conquista da primeira Copa do Mundo na Suécia, com 17 anos. São mostrados pontos importantes, como a ida para o Santos, a lesão antes da copa de 1958 e as dificuldades de relacionamento com o técnico Vicente Feola, que demonstrou ter escalado o garoto a contragosto, devido a lesão dos titulares.

## Elenco
- Leonardo Lima Carvalho como Pelé - 10 aos 13 anos
- Kevin de Paula como Pelé - 13 aos 17 anos
- Vincent D'Onofrio como Feola
- Seu Jorge como Dondinho, pai do Pelé
- Mariana Nunes como Celeste Arantes, mãe do Pelé
- Colm Meaney como George Raynor
- Diego Boneta como José João Altafini
- Felipe Simas como Garrincha
- Rafael Henriques como Yuri
- Charles Myara como Doctor Gosling

## Produção e escolha do elenco
A produção começou em 2013, mais de 400 garotos, com idades entre 8 e 21 anos, participaram dos testes. Depois de quase dois meses de árdua busca, Leonardo Lima Carvalho e Kevin de Paula foram, enfim, escalados para a superprodução. Pelé é interpretado por Leonardo Lima Carvalho, que vive o jogador aos 10 anos, e por Kevin de Paula, que o vive dos 13 aos 17 anos. Nenhum dos dois tinha atuado antes ou sabia falar inglês, Michael Zimbalist, que codirige o filme com o irmão Jeff, fala muito bem espanhol, o que ajudou na comunicação com o elenco e a equipe de brasileiros. No set, a dupla de novatos foi acompanhada por instrutores de inglês e também por “coreógrafos” de futebol, encarregados de ensinar truques com a bola. A Riofilme entrou como coprodutora do longa-metragem ao investir 1 milhão de dólares no projeto. Desta forma foi possível garantir que parte das filmagens ocorressem no Rio de Janeiro, já que os produtores cogitavam filmar na Colômbia.

## Atrasos no lançamento
Inicialmente o filme seria lançado em até junho de 2014, durante o período da Copa do Mundo FIFA. Mas a lenta pós-produção e a necessidade de refilmagem de algumas cenas acabaram atrasando o projeto. Os diretores Jeff e Michael Zimvalist afirmam que o atraso se deve ao cancelamento da compra do título de distribuidoras.